# Сондерс, Фрэнк
Фрэнк Э́теридж Со́ндерс (англ. Frank Etheridge Saunders; 26 августа 1864 — 14 мая 1905) — английский футболист, хавбек. Выступал за футбольные клубы «Кембридж Юниверсити», «Свифтс», «Глостер Сити» и «Коринтиан», а также за национальную сборную Англии.

## Биография
Родился в Брайтоне в семье владельца местного отеля «Бристоль». Окончил частную школу Рептон, с 1882 по 1883 год выступал за футбольную команду школы. Затем поступил в Колледж Гонвилл-энд-Киз Кембриджского университета. С 1885 по 1887 год выступал за университетскую футбольную команду. Впоследствии играл за футбольный клуб «Свифтс» из города Слау.
4 февраля 1888 года провёл свою единственную игру за сборную Англии, выйдя на поле на позиции хавбека в матче Домашнего чемпионата против сборной Уэльса на стадионе «Нантуич Роуд» в Кру, который завершился победой англичан со счётом 5:1.
Также выступал за футбольный клуб «Глостер Сити» и за любительский клуб «Коринтиан» с 1885 по 1891 год.
Впоследствии стал лицензиатом общества аптекарей и эмигрировал в Колонию Оранжевой реки, где и умер в мае 1905 года.

## Достижения
Сборная Англии
- Победитель Домашнего чемпионата Великобритании: 1888